# AIT (Fachzeitschrift)
Die AIT – Architektur | Innenarchitektur | Technischer Ausbau (AIT) ist eine Fachzeitschrift für Architekten und Innenarchitekten. Sie ist offizielles Organ des Bundes Deutscher Innenarchitekten (bdia), des BÖIA Bund Österreichischer Innenarchitektur und des VSLASAL Vereinigung Schweizer Innenarchitekten und Innenarchitektinnen.

## Geschichte
Der für Architektur und Kunsthandwerk engagierte Verleger Alexander Koch (1860–1939) gründete das Blatt 1890 in Darmstadt unter dem Namen Illustrierte kunstgewerbliche Zeitschrift für Innendekoration, noch im gleichen Jahr wurde der Titel auf Innendekoration verkürzt. Als weitere Neben- oder Untertitel sind nachweisbar: Mein Heim, mein Stolz, Die gesamte Wohnungskunst in Bild und Wort sowie Zeitschrift für Wohnungskunst und den gesamten inneren Ausbau.
Die Zeitschrift gab Hinweise auf Architektenwettbewerbe und enthielt Sonderbeilagen und Rezensionen. Koch war selbst als Redakteur tätig. Um die Jahrhundertwende präsentierte man erstmals Architekten des Jugendstils wie Henry van de Velde, Joseph Maria Olbrich und August Endell.
1901 lobte die Zeitschrift einen Architektenwettbewerb für das „Haus eines Kunstfreundes“ aus. Der schottische Architekt Charles Rennie Mackintosh bekam für seinen Wettbewerbsbeitrag zwar keinen Preis, erzielte aber große Aufmerksamkeit, und sein House for an Art Lover wurde – Jahrzehnte nach seinem Tod – zwischen 1989 und 1996 im Bellahouston Park in Glasgow ausgeführt.
1944 wurde die Zeitschrift kriegsbedingt eingestellt. Ab 1948 erschien sie wieder, nunmehr unter dem Titel Architektur und Wohnform. Heute lautet der Titel AIT – Architektur Innenarchitektur Technischer Ausbau.

## Inhalt
Neben der Gestaltung, insbesondere von gewerblichen, industriellen und öffentlichen Bauten, thematisiert die AIT in einem besonderen Fachteil ausdrücklich auch deren Technischen Ausbau. Schwerpunkte werden auf die Innenraumgestaltung und den Innenausbau gesetzt. Sie erscheint in themenorientierten Ausgaben. Drei dieser Schwerpunktausgaben erscheinen als ABIT zum Themenbereich Büro- und Verwaltungsbau, Banken, Versicherungen und Behörden mit einem erweiterten Redaktionsteil zur Arbeitsplatzgestaltung und Einrichtung. So ermöglicht die ABIT eine interessante Zielgruppenergänzung.

## Zielgruppe
Die Zielgruppe der AIT setzt sich vor allem aus Architekten, Innenarchitekten, Objekteinrichtern und Planungsbüros zusammen. Zur erweiterten Zielgruppe gehören Baubehörden, Bau- und Planungsabteilungen sowie Objekt- und Büroeinrichter.